# Francis Pelham-Clinton-Hope (8e duc de Newcastle)
Henry Francis Hope Pelham-Clinton-Hope, 8e duc de Newcastle-under-Lyne (3 février 1866 - 20 avril 1941) est un noble anglais.

## Biographie

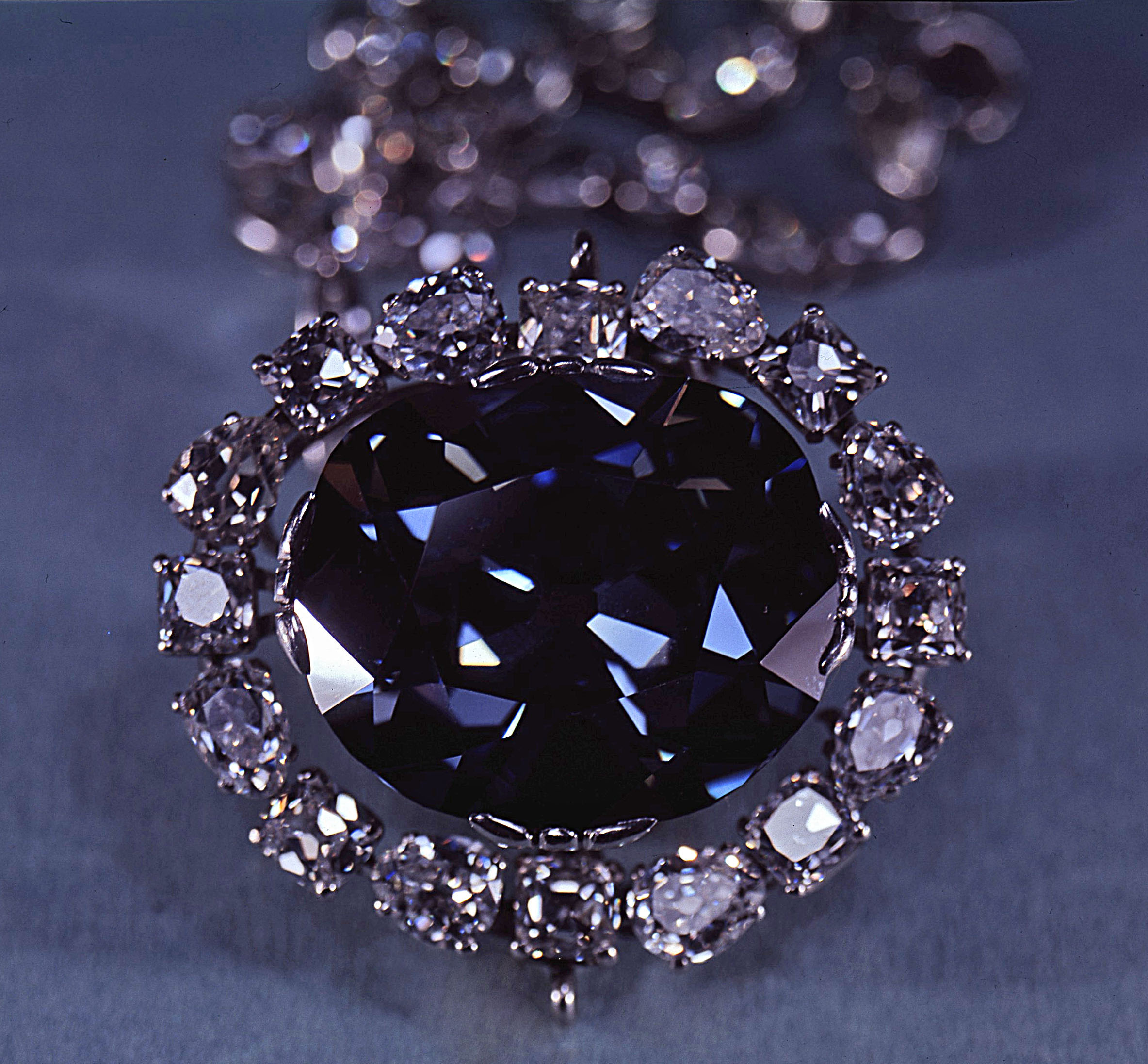
Le diamant Hope

Il est le fils d'Henry Pelham-Clinton (6e duc de Newcastle) et fait ses études au Collège d'Eton et à Trinity Hall, Cambridge .
Il hérite des domaines de sa grand-mère, Anne Adele Hope (veuve de Henry Thomas Hope) en 1884, à la condition qu'il prenne le nom et les armes de Hope après avoir atteint sa majorité. Il le fait en 1887 et devient connu sous le nom de Lord Francis Hope. Ce legs comprend le célèbre diamant Hope. Lord Francis est lieutenant du Nottinghamshire (Sherwood Rangers) Yeomanry jusqu'à ce qu'il démissionne en avril 1894. Il est shérif de Monaghan en 1897 et 1917.
Il épouse l'actrice américaine May Yohé en novembre 1894. Elle s'est fait connaître sur la scène londonienne en 1893 et 1894, notamment dans le burlesque Little Christopher Columbus. Il mène une vie extravagante, que les deux poursuivent ensemble, et est libéré de sa faillite en 1896. Un journal a écrit: «Les problèmes pécuniaires, cependant, ont embarrassé les deux mais légèrement. Un futur duc et une duchesse peuvent toujours mendier ou emprunter, et ils l'ont fait. En 1900, ils font un tour du monde et, en rentrant chez eux, rencontrent avec le capitaine [Putnam] Bradlee Strong, à cette époque l'un des hommes les plus beaux et les plus populaires de l'armée américaine, et un favori du Président McKinley. L'actrice tombe éperdument amoureuse de lui. Elle refuse de retourner en Angleterre avec Francis ". Pendant le mariage, Yohé continue à se produire sur scène à Londres .
Hope divorce de Yohé en 1902; à ce moment, il obtient la permission du tribunal de vendre le diamant Hope pour payer certaines de ses dettes. Après un long litige devant la Cour de la chancellerie, il réussit à rompre l'engagement de la plupart des fiducies de sa grand-mère et vend «Deepdene», Dorking, Surrey et Castleblayney dans le comté de Monaghan, en Irlande.
Lord Francis épouse Olive Muriel Owen, née Thompson, en 1904. Ils ont 3 enfants :
- Henry Pelham-Clinton-Hope (9e duc de Newcastle) (1907-1988)
- Doria Lois Pelham-Clinton-Hope (1908-1942)
- Mary Pelham-Clinton-Hope (1910-1982)

Il hérite du duché de son frère en 1928 et meurt en 1941 à l'âge de 75 ans à Clumber Park.
Les archives du 8e duc sont maintenant conservés aux Manuscrits et collections spéciales de l'Université de Nottingham.